# 比尔赛姆
比尔赛姆（法語：Biltzheim，发音：[bilsaim]）是法国上莱茵省的一个市镇，属于坦恩-盖布维莱尔区（Thann-Guebwiller）恩西赛姆县（Ensisheim）。该市镇总面积7.15平方公里，2009年时的人口为374人。

## 人口
比尔赛姆人口变化图示